# Phyllostomus
Phyllostomus är ett släkte av fladdermöss som ingår i familjen bladnäsor.

## Utseende
Större arter som Phyllostomus hastatus blir 100 till 130 mm långa (huvud och bål), har en underarmlängd av 83 till 97 mm och en vingspann av cirka 457 mm. De kan väga 50 till 142 g. Mindre arter som Phyllostomus discolor når en kroppslängd (huvud och bål) av ungefär 75 mm, en underarmlängd av 55 till 65 mm och en vikt mellan 20 och 40 g. Svansen är hos släktet 10 till 25 mm lång. Arternas päls har på ovansidan en mörkbrun, rödbrun eller gråbrun färg. Undersidan är vanligen lite ljusare.
Liksom de flesta andra medlemmar av familjen bladnäsor har dessa fladdermöss ett blad (hudflik) på näsan. Öronen står långt ifrån varandra och skallen är kraftig byggd. Vid underläppen finns en V-formig grop samt små vårtor. Arterna har en säckformig körtel på strupen som är bättre utvecklad hos hanar.

## Ekologi
Släktets medlemmar lever i olika habitat. De fångades i täta skogar och i öppna landskap. Ofta vistas de nära vattenansamlingar men de kan leva i torra områden. Individerna vilar i grottor, i vägtrummor, i byggnader och i trädens håligheter. Där bildar de mer eller mindre stora kolonier. Mindre kolonier av Phyllostomus elongatus hade upp till 15 medlemmar och stora kolonier av Phyllostomus hastatus kan ha flera tusen medlemmar.
Födans sammansättning är beroende på art och utbredningsområde. Mindre arter äter nektar, pollen, frukter och insekter. Större arter livnär sig dessutom av mindre ryggradsdjur som ödlor eller små fladdermöss. En studie från Centralamerika hittade nästan uteslutande rester av insekter i arternas mage.
Hos Phyllostomus hastatus och Phyllostomus discolor registrerades grupper inom en koloni med en dominant hane och flera honor, liksom ett harem. Dessutom förekommer ungkarlsgrupper med upp till 17 hanar. I kolonier som består av haremsgrupper föds ungarna nästan samtidig. Hos andra kolonier är fortplantningstiden fördelad över hela året eller ungarnas födelse är kopplad till regntiden.

## Arter
Arter enligt Catalogue of Life, Wilson & Reeder (2005) samt IUCN:
- Phyllostomus discolor, förekommer från södra Mexiko till centrala Bolivia och sydöstra Brasilien.
- Phyllostomus elongatus, lever i norra Sydamerika öster om Anderna, likaså till centrala Bolivia och sydöstra Brasilien.
- Phyllostomus hastatus, har nästan samma utbredningsområde som Phyllostomus discolor men når bara norrut till södra Belize.
- Phyllostomus latifolius, hittas i Amazonområdet norr om Amazonfloden. I Colombia finns en isolerad population norr om bergstrakterna.

IUCN listar alla arter som livskraftiga (Least Concern).